# Bullauer Bild

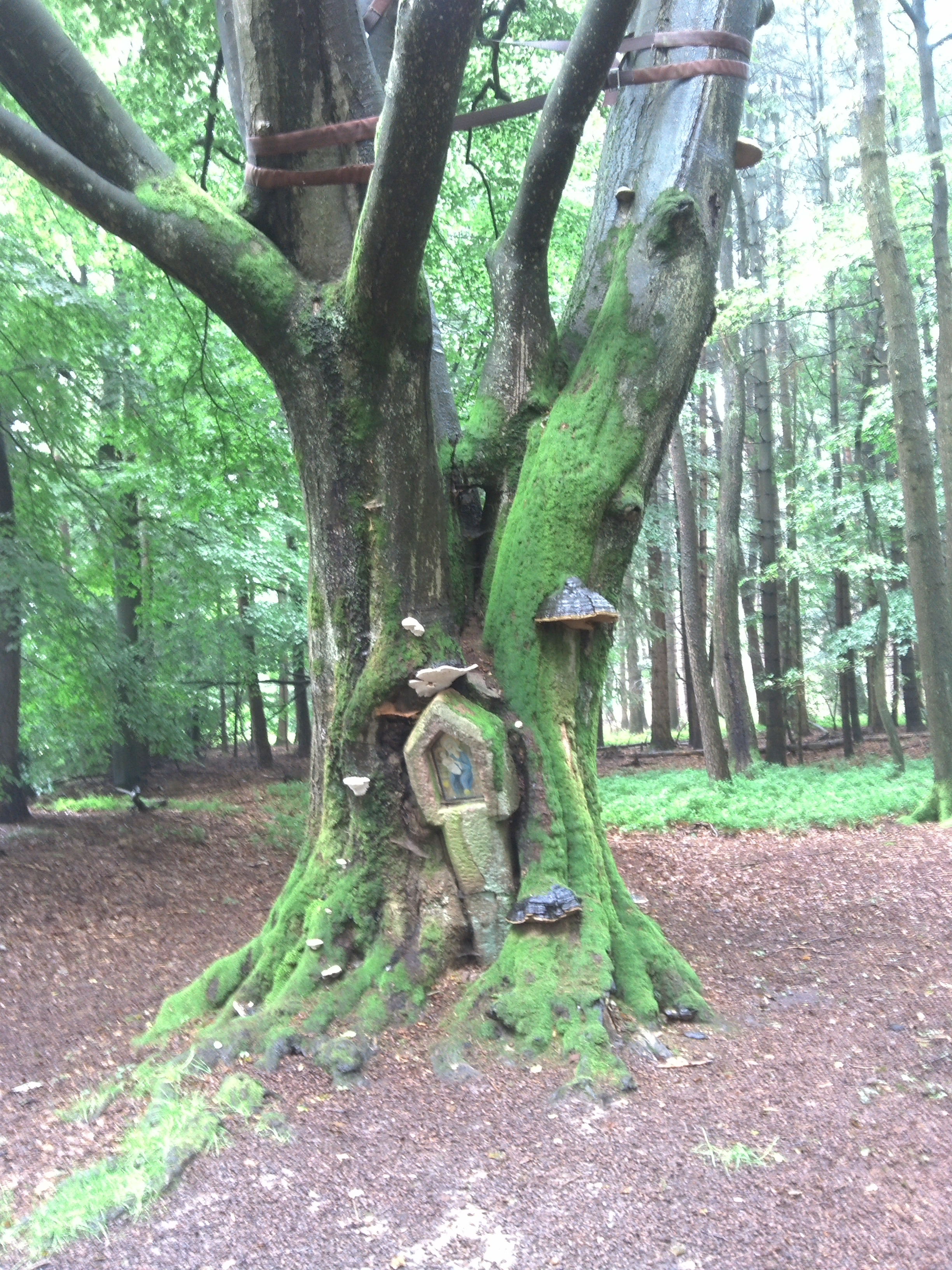
Der Bildstock 2012

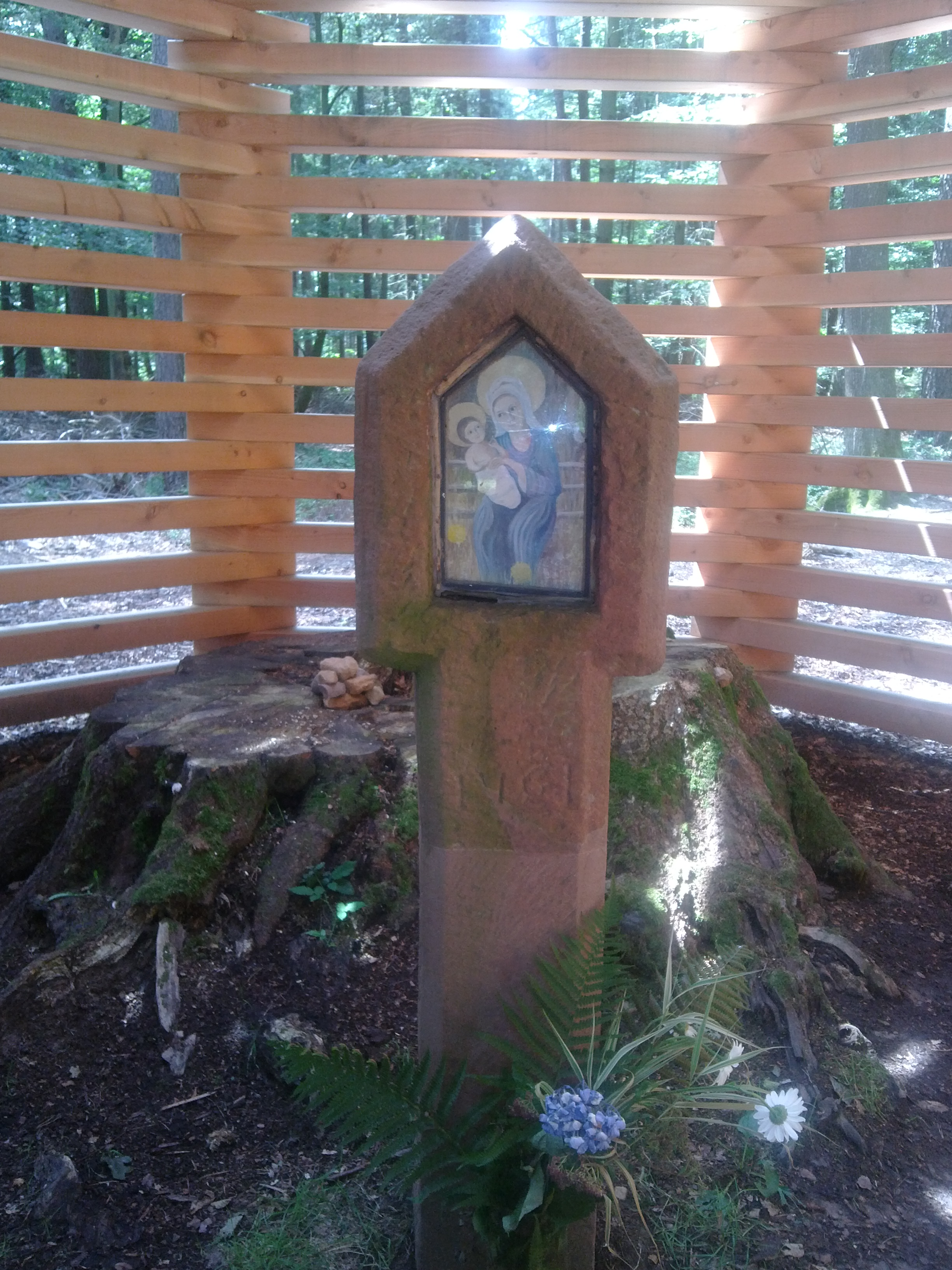
Der Bildstock wurde 2013 restauriert und am alten Standort aufgestellt

Das sogenannte Bullauer Bild ist ein Bildstock aus Sandstein nahe Bullau, einem Stadtteil der Stadt Erbach im Odenwald. Er stammt aus der zweiten Hälfte des 16. Jahrhunderts und ist eingetragenes Kulturdenkmal des hessischen Landesdenkmalamtes, Objektnr.: 11048.
Der Bildstock besteht aus zwei Teilen, einem unteren Sockelteil und einem oberen Sockelteil mit Aufsatz. Der Aufsatz ist als fünfeckige Nische in Hausform gearbeitet. Er gehört damit zu einer Reihe an Bildstöcken im Odenwald und an der Bergstraße, die in dieser Form gearbeitet sind, beispielsweise das Rote Bild bei Michelbuch, das Olfener Bild bei Olfen oder das Eulbacher Bild. Auf dem oberen Sockelteil befindet sich die Jahreszahl 1561. Der Bildstock ist etwa 1,50 Meter hoch.
Mit dieser Datierung gehört das Bild zu den ältesten Bildstöcken im Odenwald. Nur die Bilder in Ziegelhausen (1478), Breitenbach (1483), das Eulbacher Bild (1513), das Rote Bild (1524) und das zweite Breitenbacher Bild von 1551 sind älter.
Die späte Errichtung von 1561 gibt Rätsel auf. Bildstöcke stehen an sich in römisch-katholischer Tradition. Die Grafschaft Erbach war allerdings spätestens 1540 unter Graf Eberhard XIV. endgültig evangelisch geworden. Ebenso ungeklärt ist, was sich in der Nische ursprünglich befand. Das heute darin befindliche Marienbild ist eine moderne Arbeit.
Es ist nicht ganz sicher, ob der Bildstock an einem von den drei Wallfahrtswegen liegt, die sich einst durch den Odenwald zogen. In diesem Fall kann es derjenige gewesen sein, der von Hirschhorn nach Würzberg und weiter nach Osten führte, der bekannteste der drei Wallfahrtswege.
Eine Besonderheit des Bildes war, dass es über Jahrhunderte von einer mächtigen Buche umgeben und diese um das Bild herum gewachsen war. Der Stamm des Baumes stützte den Bildstock, der sich im Lauf der Zeit und unter dem Wachstum des Baumes nach links neigte. Das hatte zwei Konsequenzen: einmal wurde der Bildstock zwar gestützt, durch die Feuchtigkeit des Baumes im unteren Sockelbereich zerbröckelte aber der Sandstein.
Im Jahr 2012 musste die Buche aus Sicherheitsgründen wegen Pilzbefall gekappt werden. Dabei, vermutlich durch die Erschütterungen bei den Arbeiten, stürzte der Bildstock um und der untere Sockelteil zerbrach unwiederbringlich. Der obere Teil mit der Nische wurde nur leicht beschädigt. Die Grundeigentümer, die Grafen zu Erbach-Fürstenau, ließen das Bild zunächst in Bullau zwischenlagern. Danach wurde es in die Werkstatt eines Steinbacher Bildhauermeisters verbracht, in der Nachbarschaft des Stammsitzes der Grafen zu Erbach-Fürstenau, Schloss Fürstenau. Er fertigte einen neuen Sockel an und restaurierte den oberen Teil. Im November 2013 wurde der Bildstock, ohne vorherige Ankündigung, wieder an seinem alten Platz aufgestellt.